# بالاتون‌اوی‌لاک
بالاتون‌اوی‌لاک (به مجاری: Balatonújlak) یک شهرداری در مجارستان است که در ناحیه مارتسالی واقع شده‌است. بالاتونویلاک ۱۰٫۸۱ کیلومتر مربع مساحت و ۵۷۰ نفر جمعیت دارد.